# Hôn nhân cùng giới ở Đảo Man
Hôn nhân cùng giới đã trở thành hợp pháp tại Đảo Man, một quốc gia phụ thuộc Vương quốc Anh, vào ngày 22 tháng 7 năm 2016. Quan hệ đối tác dân sự được giới thiệu vào ngày 6 tháng 4 năm 2011.

## Kết hợp dân sự
Kể từ năm 2005, các cặp vợ chồng đã tham gia vào quan hệ đối tác dân sự tại Vương quốc Anh được Bộ Y tế và An sinh Xã hội Isle of Man công nhận cho mục đích lương hưu. Các quyền khác của quan hệ đối tác dân sự đã không được cung cấp. Vào tháng 3 năm 2009, Bộ trưởng đã tuyên bố rằng một dự luật hợp tác dân sự sẽ được đưa ra vào tháng 10 năm 2009. Dự luật này sẽ được lập theo mô hình của Vương quốc Anh, cung cấp cho các cặp cùng giới với gần như tất cả các quyền và trách nhiệm của hôn nhân.
Vào tháng 2 năm 2010, dự luật hợp tác dân sự đã được Chính phủ Manx giới thiệu và đã có lần đọc đầu tiên tại House of Keys. Dự luật đã được thông qua từ 19 đến 3 trong lần đọc thứ hai vào ngày 30 tháng 3. Tiến bộ hơn nữa đối với việc thông qua dự luật là do diễn ra vào ngày 27 tháng 4, nhưng đã bị trì hoãn vì lý do kỹ thuật. Dự luật đã thông qua giai đoạn mệnh đề vào ngày 25 tháng 5, và được phê chuẩn trong lần đọc thứ ba vào ngày 22 tháng 6. Vào ngày 29 tháng 6, dự luật đã có lần đọc đầu tiên trong Hội đồng Lập pháp. Dự luật đã thông qua lần đọc thứ hai vào ngày 26 tháng 10, giai đoạn mệnh đề vào ngày 9 tháng 11, và vào ngày 23 tháng 11, dự luật đã thông qua lần đọc thứ ba. Vào ngày 15 tháng 3 năm 2011, dự luật đã được ký thành luật. Nó có hiệu lực vào ngày 6 tháng 4 năm 2011. Vào năm 2014, người ta đã quyết định rằng các cuộc hôn nhân cùng giới từ Anh, xứ Wales và Scotland, cũng như các cuộc hôn nhân khác được thực hiện ở nước ngoài, sẽ được coi là quan hệ đối tác dân sự trên đảo, cho đến khi hôn nhân cùng giới được hợp pháp hóa.
Năm 2016, cùng với việc hợp pháp hóa hôn nhân cùng giới, quan hệ đối tác dân sự đã được mở ra cho các cặp đôi khác giới, trái ngược với luật hợp tác dân sự của Vương quốc Anh.

## Hôn nhân cùng giới
Vào ngày 9 tháng 6 năm 2015, Bộ trưởng Allan Bell tuyên bố ý định bãi bỏ luật cấm hôn nhân cùng giới trên đảo. Vào ngày 21 tháng 7, Bell đã loại trừ việc tổ chức một cuộc trưng cầu dân ý về vấn đề này.
Vào ngày 2 tháng 10 năm 2015, Bộ trưởng đã công bố một cuộc tham vấn cộng đồng về vấn đề này diễn ra trong khoảng thời gian từ 15 tháng 10 đến 13 tháng 11, với một dự luật cho phép các cặp cùng giới kết hôn được giới thiệu với Tynwald vào năm 2016, tùy thuộc vào kết quả của cuộc tham vấn.
Vào tháng 11 năm 2015, Bộ trưởng đã tuyên bố rằng dự luật kết hôn cùng giới sẽ có lần đọc đầu tiên tại Tynwald vào tháng 12 năm 2015 và sẽ được thực hiện vào năm 2016. Vào ngày 19 tháng 12, Allan Bell nói rằng dự luật sẽ được đệ trình lên House of Keys vào tháng 1, với ý định luật sẽ có hiệu lực vào mùa hè 2016. Phản hồi của chính phủ đối với tham vấn cộng đồng về Dự luật Hôn nhân (Cặp đôi đồng tính) được công bố vào ngày 22 tháng 1, với Hội đồng Bộ trưởng khuyến nghị rằng dự luật cần được đưa ngay vào House of Keys để xem xét.
Dự luật đã có lần đọc đầu tiên tại House of Keys vào ngày 2 tháng 2 năm 2016. Vào ngày 9 tháng 2, dự luật đã được thông qua lần đọc thứ hai vào lúc 18 tháng 4.
| Liên kết chính trị | Phiếu ủng hộ | Phiếu phản đối                                                | Vắng mặt/Không có mặt (Không bỏ phiếu) |
| ------------------ | --- | ------------------------------------------------------------- | -------------------------------------- |
| Độc lập            | 16 - Allan Bell - Geoffrey Boot - Graham Derek Cregeen - Ray Harmer - Jonathan Joughin - William MacKay Malarkey - George Ralph Peake - Howard Quayle - David John Quirk - Stephen Charles Rodan - Richard Alexander Ronan - John Philip Shimmin - Leonard Ian Singer - Laurence David Skelly - Christopher Charles Thomas - Juan Watterson | 4 - Zac Hall - John Houghton - Chris Robertshaw - Eddie Teare | 2 - Alfred Cannan - Phil Gawne         |
| Đảng Vannin tự do  | 2 - Kathleen Joan Beecroft - Peter Karran | -                                                             | -                                      |
| Tổng cộng          | 18 | 4                                                             | 2                                      |

Biện pháp đã qua giai đoạn mệnh đề vào ngày 1 tháng 3. Một số sửa đổi cho phép các nhà đăng ký từ chối tiến hành hôn nhân cùng giới đã bị từ chối. Một sửa đổi mà Nhà đã đồng ý là một sửa đổi để cho phép các cặp đôi khác giới tham gia vào quan hệ đối tác dân sự. Do đó, dự luật được đổi tên thành Dự luật Hôn nhân và Quan hệ đối tác dân sự (sửa đổi) năm 2016. Vào ngày 8 tháng 3, dự luật đã được phê duyệt trong lần đọc thứ ba, trong một cuộc bỏ phiếu 17.
| Liên kết chính trị | Phiếu ủng hộ | Phiếu phản đối                                | Vắng mặt/Không có mặt (Không bỏ phiếu)                            |
| ------------------ | --- | --------------------------------------------- | ----------------------------------------------------------------- |
| Độc lập            | 15 - Allan Robert Bell - Geoffrey Boot - Alfred Cannan - Graham Derek Cregeen - Phil Gawne - Jonathan Joughin - William MacKay Malarkey - George Ralph Peake - Stephen Charles Rodan - Richard Alexander Ronan - John Philip Shimmin - Leonard Ian Singer - Laurence David Skelly - Christopher Charles Thomas - Juan Watterson | 3 - Zac Hall - Chris Robertshaw - Eddie Teare | 4 - Ray Harmer - John Houghton - Howard Quayle - David John Quirk |
| Đảng Vannin tự do  | 2 - Kathleen Joan Beecroft - Peter Karran | -                                             | -                                                                 |
| Tổng cộng          | 17 | 3                                             | 4                                                                 |

Vào ngày 22 tháng 3, dự luật đã thông qua bài đọc đầu tiên trong Hội đồng Lập pháp, trong một cuộc bỏ phiếu 6-3. Vào ngày 12 tháng 4, dự luật đã được thông qua cả lần đọc thứ hai, trong một cuộc bỏ phiếu 5, và giai đoạn mệnh đề, với ba sửa đổi được đề xuất bởi quyền Tổng chưởng lý. Dự luật đã được phê duyệt trong lần đọc cuối cùng vào ngày 26 tháng 4 bởi số phiếu 6-3.
| Liên kết chính trị                                                     | Phiếu ủng hộ | Phiếu phản đối                                  | Hiện tại |
| ---------------------------------------------------------------------- | --- | ----------------------------------------------- | --- |
| Các thành viên được chỉ định của Hội đồng (được bầu bởi House of Keys) | 6 - Michael Ronald Coleman - David Cretney - Timothy Mark Crookall - Bill Henderson - Juan Turner - Tony Peter Wild (Vắng mặt trong Giai đoạn đọc và ủy ban lần 2) | 2 - David Anderson - Geoff Corkish              | - |
| Nghị viên dựa chức Thành viên của Hội đồng                             | - | 1 - Robert Paterson (Giám mục của Sodor và Man) | 2 - Clare Margaret Christian (Chủ tịch của Tynwald; chỉ phiếu bầu) - John Quinn (Quyền Tổng chưởng lý; thành viên không bỏ phiếu) |
| Tổng cộng                                                              | 6 | 3                                               | 2 |

Vào ngày 10 tháng 5, House of Keys đã phê chuẩn các sửa đổi của Hội đồng trong một cuộc bỏ phiếu nhất trí từ 22-0.
Dự luật được ký tại Tòa án Tynwald vào ngày 21 tháng 6, chính thức trở thành Đạo luật Hôn nhân và Quan hệ đối tác dân sự (sửa đổi) năm 2016 (tiếng Man: Slattys Poosey as Commeeys Theayagh (Lhiasaghey) 2016). Một số phương tiện truyền thông báo cáo rằng dự luật dự kiến sẽ được ban hành vào ngày 5 tháng 7, nhưng nó đã bị trì hoãn do một thách thức pháp lý được đưa ra với Hội đồng Cơ mật. Tuy nhiên, Văn phòng Nội các tuyên bố rằng dự luật sẽ nhận được sự đồng ý của hoàng gia trong Hội đồng Cơ mật, và được tuyên bố chính thức trong thời gian Tynwald ngồi vào ngày 19 tháng 7. Bộ trưởng nói rằng trưng cầu dân ý về tư cách thành viên Liên minh châu Âu là lý do cho sự chậm trễ này và luật sẽ có hiệu lực vào ngày 22 tháng 7. Luật thực sự đã nhận được sự đồng ý của hoàng gia trong Hội đồng Cơ mật vào ngày 13 tháng 7 và được tuyên bố vào ngày 19 tháng 7. Nó có hiệu lực ba ngày sau. Cuộc hôn nhân cùng giới đầu tiên được đăng ký trên đảo Man là của Marc và Alan Steffan-Cowell, người đã chuyển đổi quan hệ đối tác dân sự của họ thành một cuộc hôn nhân vào ngày 25 tháng 7 năm 2016. Cuộc hôn nhân cùng giới đầu tiên được thực hiện trên đảo xảy ra vào ngày 30 tháng 7, giữa Luke Carine và Zak Tomlinson.